# Michael Kamen
Michael Arnold Kamen (New York, 1948. április 15. – London, 2003. november 18.) négyszeres Grammy-díjas amerikai zeneszerző, hangszerelő, karmester, dalszerző és zenész a 20. század utolsó negyedében. Filmzeneszerzőként és neves rockegyüttesekkel való együttműködéseivel vált ismertté.

## Pályafutása
Zenei tanulmányait szülővárosában kezdte, a The High School of Music & Art középiskolában. Itt ismerkedett meg Martin Fultermannel (aki később Mark Snow néven vált az X-akták filmsorozat zeneszerzőjévé), akivel oboaszakra jártak együtt. Klasszikus zenei tanulmányaik mellett megalapították a New York Rock & Roll Ensemble nevű rockzenekart, amelyben a klasszikus és a rockzene stílusjegyeit vegyítették.
A középiskola után a neves Juilliard School hallgatója lett. Kezdetben balettekhez írt zenét. Első filmzenéjét Az arab összeesküvés című 1976-os hollywoodi mozifilmhez szerezte. A következő majd' három évtizedben számos nagysikerű filmhez írt zenét, többek között a Halálos fegyver négy részéhez, illetve az 1989-es A magányos ügynök című James Bond-filmhez. Az 1991-es Robin Hood, a tolvajok fejedelme című film Bryan Adamsszel közösen írt főcímdaláért Grammy-díjat kapott és Oscar-díjra jelölték. Második Oscar-jelölését az 1995-ös Don Juan DeMarco című film főcímzenéjéért kapta, szintén Bryan Adamsszel együtt.
Első rockzenei közreműködése a Pink Floyd 1979-es The Wall című albumának hangszerelési munkáiban való részvétele volt, ahol Bob Ezrin producerrel közösen dolgoztak az album komolyzenei részein. Kamen később is szerepelt Pink Floyd, illetve Roger Waters és David Gilmour szólólemezeken. Az 1980-as években további brit előadóké dolgozott együtt. 1983-ban a Eurythmics Here Comes the Rain Again című slágerének hangszerelésében vett részt. 1985-ben Eric Claptonnal közösen írták az A sötétség pereme című angol filmdráma zenéjét (Edge of Darkness), amiért Ivor Novello-díjat kaptak. 1986-ban a Hegylakó című filmhez a Queennel működött együtt a Who Wants to Live Forever dal nagyzenekari részein. 1990-ben a Kray ikrek élete alapján készült filmdrámához, A Kray fivérekhez írt zenét. 1993-ban Kate Bush Moments of Pleasure című dalában működött közre, amely a brit slágerlistára is felkerült. Kamen később sikeres előadók korábbi dalainak újrahangszerelésével is foglalkozott. Közülük a Metallicával egy teljes albumot rögzített S&M címmel 1999-ben, amelyről a The Call of Ktulu dalért később, 2001-ben Grammy-díjat nyertek a „Legjobb Instrumentális Rock Előadás” kategóriában.
1997-ben a sclerosis multiplex autoimmun betegséget diagnosztizálták nála. 2003 novemberében hunyt el, szívroham következtében, Londonban, 55 éves korában.

## Fordítás
- Ez a szócikk részben vagy egészben  a   Michael Kamen című angol Wikipédia-szócikk fordításán alapul.  Az eredeti cikk szerkesztőit annak laptörténete sorolja fel. Ez a jelzés csupán a megfogalmazás eredetét és a szerzői jogokat jelzi, nem szolgál a cikkben szereplő információk forrásmegjelöléseként.